# Ner-a-Car

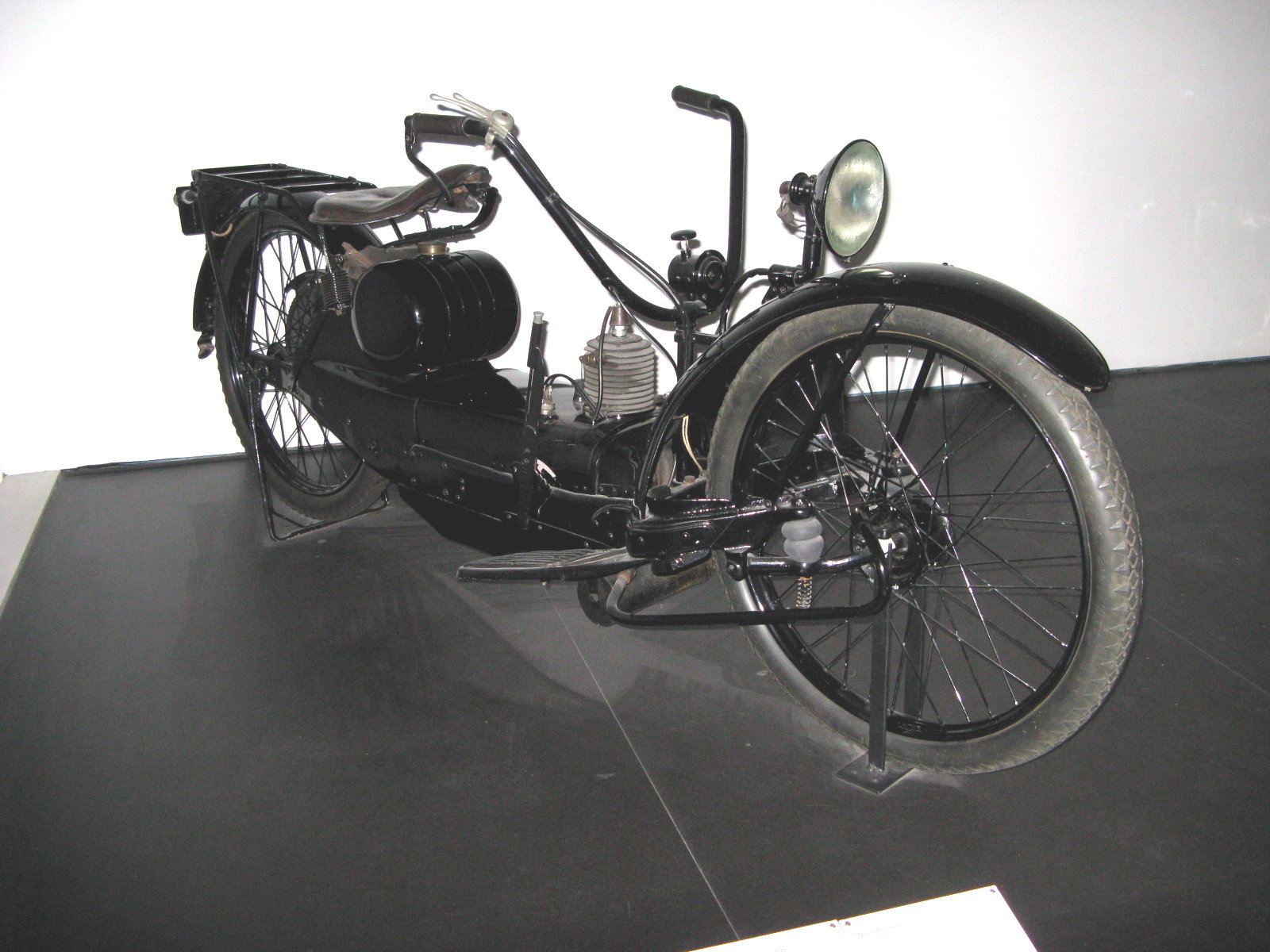
Ner-a-Car von 1924

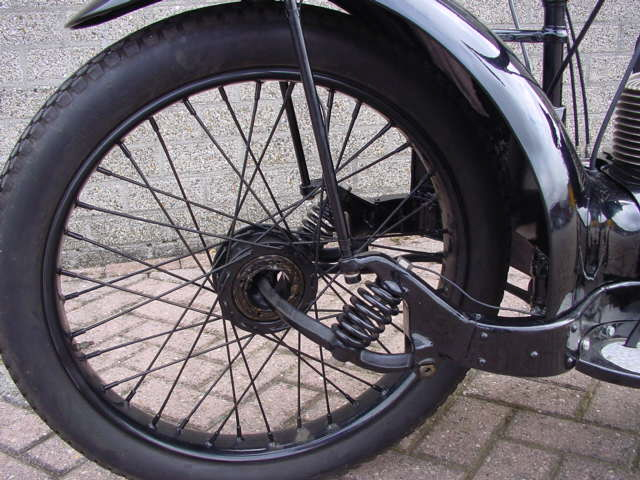
Radnabenlenkung der Ner-a-Car

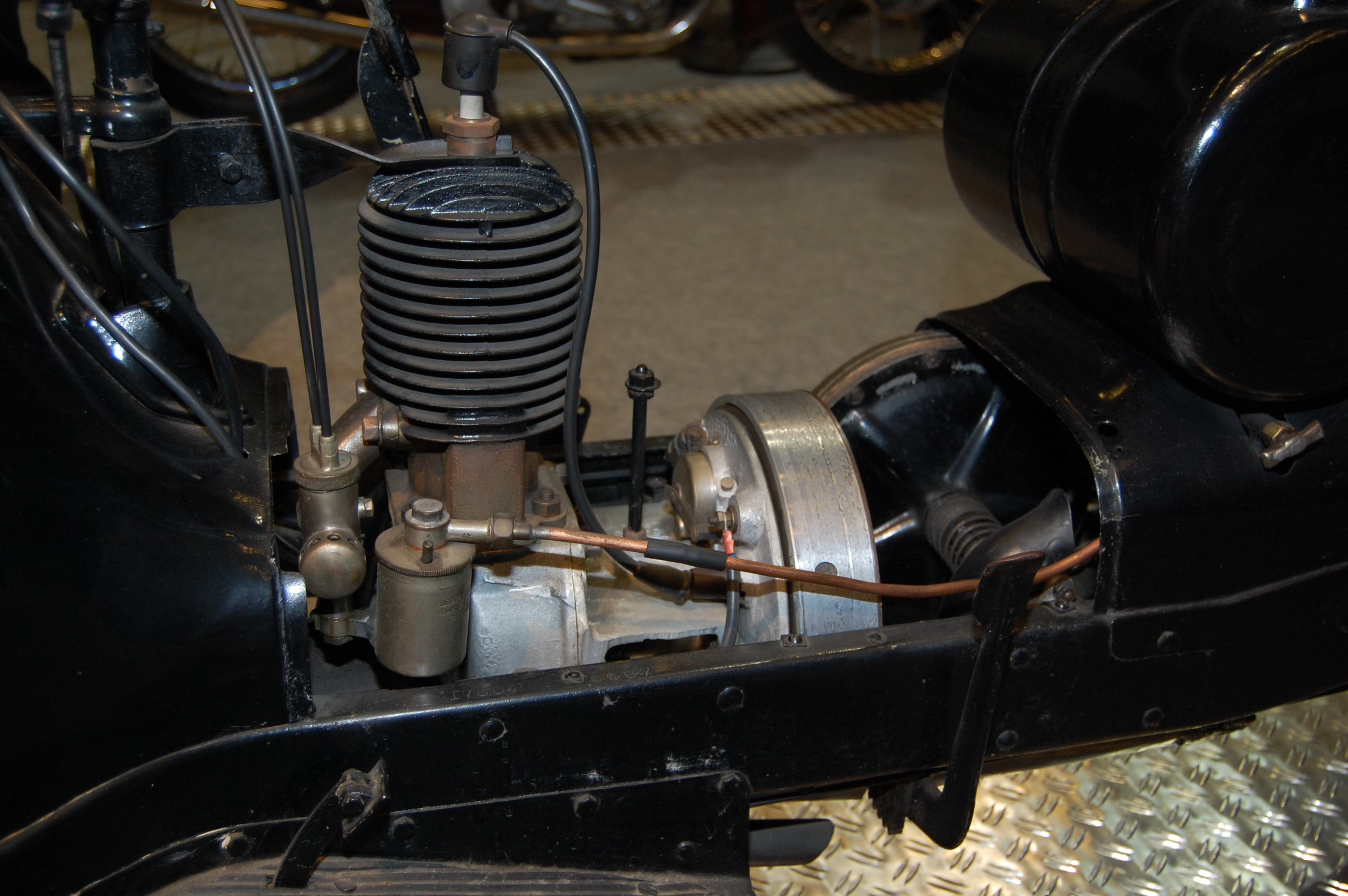
Motor und Getriebe

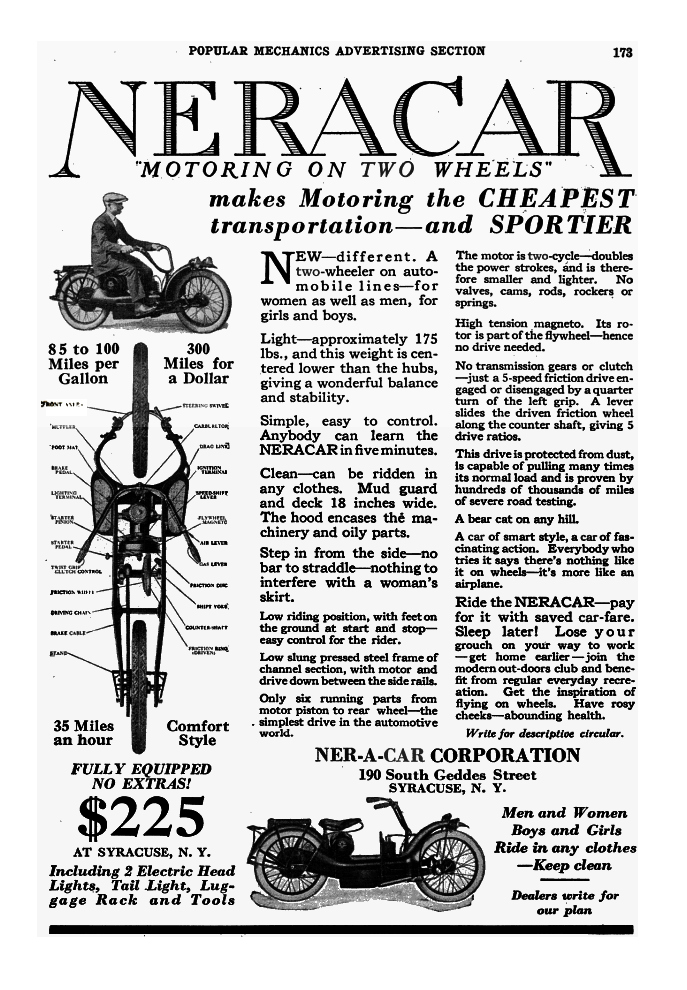
Anzeige von Juli 1922 in Popular Mechanics

Das Ner-a-Car war ein US-amerikanisches Motorrad des Herstellers „Neracar Corporation of Syracuse“, das von 1921 bis 1926 zum Kauf angeboten wurde. Es war das erste Motorrad mit einer Radnabenlenkung als Vorderradführung. Der Name Ner-a-Car leitet sich von dessen Konstrukteur Carl A. Neracher ab, der sich vorgenommen hatte, ein „Beinahe-Auto“ zu bauen.

## Anfänge
Carl A. Neracher (1882–1969), der als Ingenieur bei Overland beschäftigt war, hatte bereits 1919 ein Patent auf das „autoähnliche Fahrzeug“ erworben. Finanzielle Unterstützung für sein Projekt erhielt Neracher von King Camp Gillette. 1921 lief die Produktion in Stückzahlen von bis zu 150 pro Tag im Werk in Syracuse an. Das Ner-a-Car wurde zugleich in England von Sheffield Simplex Motor Works in Lizenz gefertigt; dort jedoch mit einem Motor mit größerem Hubraum.

## Technik
Der Rahmen des Motorrads bestand aus zwei Stahlblech-Teilen, in die der Motor und das Reibradgetriebe eingehängt wurde. Ein breiter Kotflügel am Vorderrad schützte den Fahrer vor Schmutz. Durch den freien Durchstieg konnten Frauen in normaler Straßenkleidung das Motorrad fahren. Das Vorderrad wurde mit einer geschobenen Schwinge geführt und gefedert. Damit das Rad zum Lenken eingeschlagen werden konnte, war der Innenring des Radlagers mit einem Achsschenkelbolzen drehbar auf der Schwinge befestigt. Gelenkt wurde mit einem Lenkhebel, der am Lager des Vorderrades saß und über eine Zugstange mit dem Lenker verbunden war. Die Radnabenlenkung hatte nur einen geringen Lenkeinschlag. Das ungefederte Hinterrad wurde über ein Reibradgetriebe und eine Kette angetrieben. Die fünf Gänge des an sich stufenlosen Getriebes ergaben sich durch festgelegte Positionen der Reibscheibe. Der Motor, ein Zweitakt-Einzylinder mit 221 cm³ Hubraum, leistete 2,5 PS (1,8 kW) (Modell A). Das englische Modell des Lizenznehmers Sheffield Simplex Motor Works hatte einen auf 285 cm³ Hubraum vergrößerten Motor (Modell B), in einer späteren Version (Modell C, ab Baujahr 1924) einen Viertaktmotor von Blackburne mit einem Dreigang-Getriebe von Sturmey-Archer.
Die Höchstgeschwindigkeit des als reines Gebrauchsfahrzeug ausgelegten Motorrads betrug 35 mph (56 km/h). Erwin G. Baker („Cannonball“ Baker) durchquerte 1922 mit einer Ner-a-Car die USA von New York nach Los Angeles in 27 Tagen. Seine Durchschnittsgeschwindigkeit betrug dabei 31 km/h bei einem Verbrauch von 3,2 Liter auf 100 km.
Der Preis des 75 kg leichten Motorrads betrug 225 US-Dollar, die englische Version kostete 85 Pfund. 1926 schlossen die Werke in den USA und England aufgrund der mangelnden Nachfrage.
10.000 Ner-a-Car sollen in den USA und 6.500 in England produziert worden sein; heute sollen noch etwa 100 Fahrzeuge existieren.